# Abderrahman Kabous
Abderrahman Kabous (tiếng Ả Rập: عبد الرحمن قابوس; sinh ngày 24 tháng 4 năm 1983 ở Meaux, Pháp) là một tiền vệ bóng đá người Maroc hiện tại thi đấu cho MC Oujda.

## Sự nghiệp
Murcia sở hữu Kabous từ câu lạc bộ Bulgaria PFC CSKA Sofia vào ngày 31 tháng 1 năm 2008. Trước đó anh từng thi đấu ở Maroc, Pháp và Thụy Điển. Vào tháng 10 năm 2009, anh trở thành cầu thủ tự do, khi bị giải phóng bởi câu lạc bộ Tây Ban Nha Real Murcia. Ngày 30 tháng 3 năm 2010, đội bóng ở Danish Superliga Silkeborg IF ký hợp đồng với tiền vệ này theo dạng chuyển nhượng tự do.

## Sự nghiệp quốc tế
Kabous đại diện Maroc trên đấu trường quốc tế với Đội tuyển bóng đá quốc gia Maroc, lần đầu tiên được triệu tập vào năm 2007.

## Đời sống cá nhân
Anh mang cả hai quốc tịch Maroc và Pháp.